# Stagione di college football 1885
La Stagione di college football 1885 fu la diciassettesima stagione di college football negli Stati Uniti. 
Otto università disputarono ufficialmente almeno due gare, tuttavia in totale si contarono ventidue squadre che scesero in campo, tra cui alcune selezioni di ex-studenti universitari che portarono il numero totale di gare in programma a 58.. La stagione non vide alla partenza la squadra della Columbia University, iniziò il 3 ottobre con la vittoria di College of New Jersey su Stevens Tech 94-0 e terminò il 28 novembre con Stevens Tech che batté 14-0 il Brooklyn Hill Football Club.
Secondo l'Official NCAA Division I Football Records Book, College of New Jersey, imbattuta 9-0, vinse il titolo della IFA, e guadagnò il titolo di campione nazionale di quella stagione.
In questa stagione prese il via anche la Northern Intercollegiate Football Association che vide come primo campione il college di Williams.

## Conference e vincitori
| Conference                                    | Scuola                | Conf. V-S-P | Totale V-S-P |
| --------------------------------------------- | --------------------- | ----------- | ------------ |
| Intercollegiate Football Association          | College of New Jersey | 5 - 0       | 9 - 0        |
| Northern Intercollegiate Football Association | Williams College      | 4 - 0       | 6 - 1        |

## College esordienti
- Michigan State Spartans football
- Cincinnati Bearcats football